# Batalla de Cotièon
La batalla de Cotièon (Kütahya actual) l'any 492 va ser un enfrontament important de la Guerra isàurica lliurada a la Frígia Epictet entre l'exèrcit rebel isauri liderat per Longí de Cardala, Conó d'Apamea, un ex-bisbe i Longí de Selinunt i l'exèrcit romà oriental de l'emperador Anastasi I dirigit per Joan l'Escita i Joan el Geperut (els comandants subordinats incloïen al futur emperador Justí I).
Les forces rebels van ser derrotades decisivament i es van veure obligades a retirar-se a les seves fortaleses a Isàuria, on les forces imperials les van assetjar durant els següents set anys.
L'any 2015, es va trobar una fossa comuna que contenia al voltant de seixanta esquelets a Kütahya, que es creu que data de l'època romana. S'estan investigant si aquests esquelets són víctimes de la Guerra isàurica o de la batalla de Cotièon.